# Klany szkockie

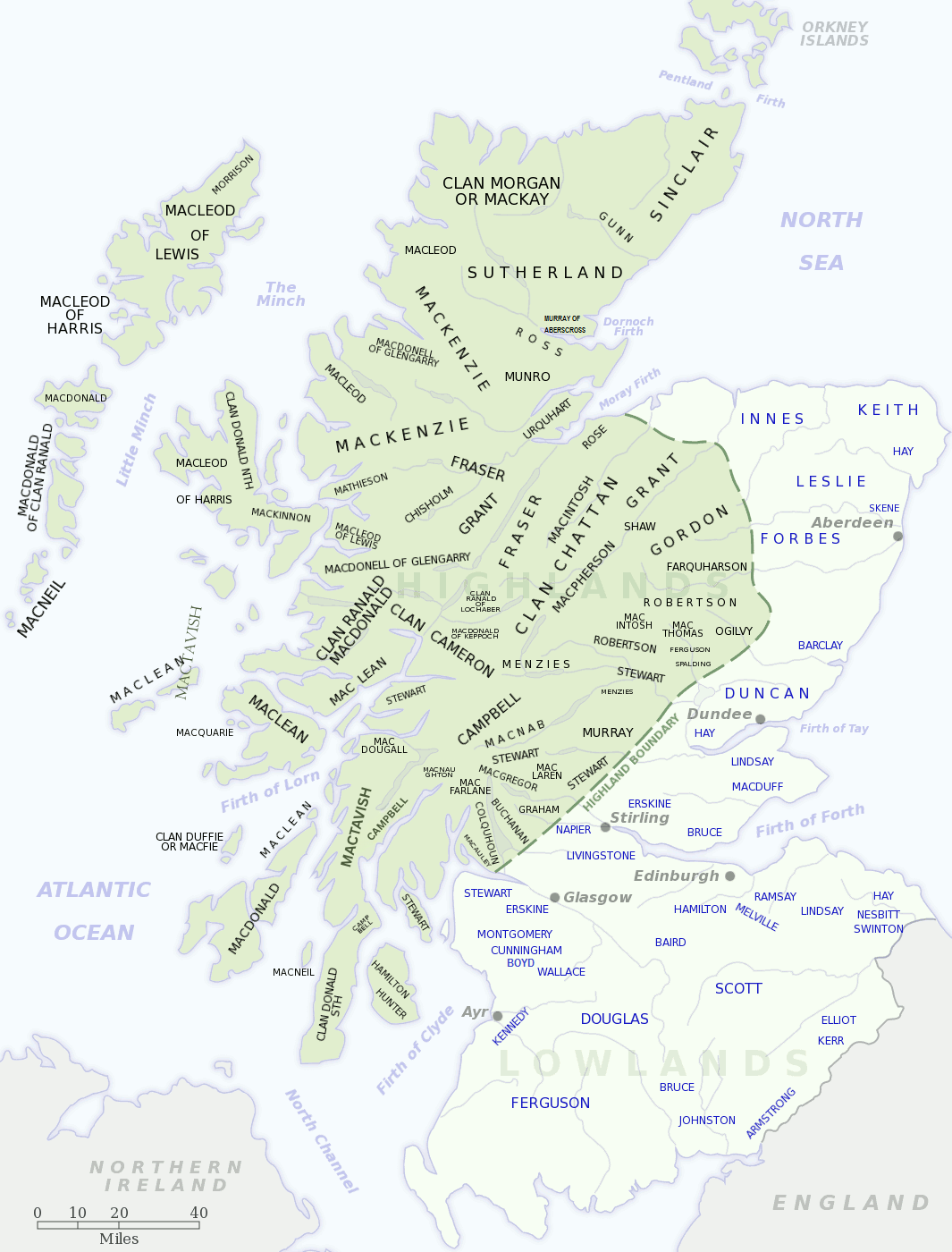
Rozmieszczenie klanów szkockich

Klany szkockie – grupy spokrewnionych ze sobą Szkotów, tworzących jedną z lepiej zachowanych struktur klanowych w Europie. Jako zasadnicza forma organizacji społecznej przetrwały klany w Wyżynnej Szkocji (Highlands) do połowy XVIII wieku. Stanowiły jedną z głównych grup oporu przeciw zjednoczeniu z Anglią i angielskiej dominacji. Stąd wszystkie góralskie klany (z wyjątkiem klanu Campbell) popierały prawowitą szkocką dynastię Stuartów, masowo biorąc udział w szkockich powstaniach m.in. w 1715 i 1745. Polityka angielskich najeźdźców próbujących zniszczyć strukturę klanową przyczyniła się paradoksalnie do jej umocnienia, a renesans szkockiej kultury narodowej na początku XIX wieku pozwolił przetrwać klanom do współczesności.
Klany szkockie nie są jednolite. Obok wielkich klanów, grupujących mniejsze klany, rody i rodziny złączone jedynie legendarnym pochodzeniem od wspólnego przodka (Klan Chattan, Klan Alpin, Klan Donald), istnieją mniejsze klany, będące w zasadzie rodami (Colquhoun, Graham, Buchanan).
Społeczność klanowa dzieli się zwykle na trzy grupy – ród naczelnika, członków klanu o tym samym nazwisku co naczelnik, zachowujących tradycje wspólnego, często legendarnego pochodzenia i tzw. ludzi złączonych – dawnych mieszkańców ziem zajętych przez klan, członków dawnych podbitych klanów, noszących różne nazwiska, ale uznawanych za współklanowców. Anglicy próbowali odnieść stosunki klanowe do swoich układów społecznych, traktowali wodzów klanu jak posiadaczy ziemskich, drugą grupę jak dzierżawców, a trzecią jak poddzierżawców. Nie było to ścisłe odniesienie, ponieważ tradycyjnie wódz nie był właścicielem ziemi klanu, lecz tylko jej głównym zarządcą i dyspozytorem.
Niektóre klany kultywują tradycję sprzed zasiedlenia królestwa Dal Riady i mają swoje irlandzkie gałęzie (Klan Donald, Kennedy, Neill). Moda na szkocką tradycję doprowadziła do tworzenia klanów z rodów, które nigdy nie funkcjonowały w klanowej strukturze społecznej, także na Nizinach Szkockich (Lowlands). Obecnie istnieje w Szkocji ponad 50 organizacji używających nazwy klan.
Zewnętrznymi wyróżnikami przynależności klanowej były – i są nadal przy uroczystych okazjach – tartan, zawołanie, godło i marsz klanowy, grany na dudach szkockich. Tradycyjnie członków klanu wiąże przywiązanie i szacunek do rodu naczelnika klanu. Z klejnotu jego herbu pochodzi najczęściej godło klanu. Funkcja ta jest dziedziczna z prawem primogenitury. Dawniej naczelnicy byli często wybierani, ale w obrębie jednego, wodzowskiego rodu. Na skutek budowania struktury feudalnej w oparciu o strukturę klanową przez królów szkockich większość naczelników klanów posiada jednocześnie tytuły arystokratyczne (m.in. książęta Argyll w klanie Campbell, książęta Montrose w klanie Graham, baron Slate w klanie Macdonald) lub jest lokalnymi posiadaczami ziemskimi (laird). Naczelnicy klanów nieposiadający tytułów arystokratycznych nazywani są tradycyjnie według schematu MacX of MacX (MacDonald of MacDonald, Murray of Murray itp.) lub MacX of that Ilk (np. Macgregor of that Ilk, Cameron of that Ilk).
Tradycyjne nazwy niektórych starych klanów nie zawsze są tożsame z nazwiskiem, np. klan Mackayów nazywany jest klanem Morgan, klan Robertsonów – klanem Struan, federacja klanów Macphersonów i Mackintoshów – klanem Chattan.

## Literatura
- R.W. Munro: L’Ecosse des clans et de tartans, Paris 1978
- Stanisław Grzybowski: Pretendenci i górale. Z dziejów unii szkocko-angielskiej. Wydawn.Wiedza Powszechna, Warszawa 1971